# آن ماري بلان
آن ماري بلان (بالفرنسية: Anne-Marie Blanc)‏ هي كاتِبة فرنسية، ولدت في 16 ديسمبر 1931 في Piennes ‏ في فرنسا.